# نادي التضامن (الكويت)
نادي التضامن الرياضي، نادي رياضي كويتي، يقع في منطقة الفروانية، تأسس في عام 1965، ومن أشهر اللاعبين الذي لعبوا في هذا النادي هم فتحي كميل ونعيم سعد و ميسره عوض وعبد الله وبران وناصر السوحي وعادل عبد النبي.

## تشكيلة الفريق الحالية
- آخر تحديث: 1 سبتمبر 2015.

ملاحظة: تشير الأعلام إلى المنتخب بحسب قواعد الأهلية المعتمدة من قبل الفيفا؛ تنطبق بعض الاستثناءات المحدودة. وقد يحمل اللاعبون أكثر من جنسية لا تعترف بها الفيفا.
| الرقم | البلد  | المركز | اللاعب        |
| ----- | ------ | ------ | ------------- |
| 1     | الكويت | حارس   | حمد الماجدي   |
| 3     | الكويت | مدافع  | ياسر النجار   |
| 4     | الكويت | وسط    | سعد المطيري   |
| 5     | الكويت | مدافع  | نايف عوين     |
| 6     | الكويت | مدافع  | عمر صباح      |
| 7     | الكويت | وسط    | ضاري المعصب   |
| 9     | الكويت | مهاجم  | حامد الرشيدي  |
| 10    | الكويت | وسط    | مرزوق جدعان   |
| 11    | الكويت | مدافع  | محمد مبارك    |
| 13    | الكويت | مدافع  | عبدالله عشوان |
| 14    | الكويت | وسط    | محمد القبندي  |
| 15    | الكويت | وسط    | محمد الفجي    |

| الرقم | البلد  | المركز | اللاعب            |
| ----- | ------ | ------ | ----------------- |
| 16    | الكويت | وسط    | عبدالله الرشيدي   |
| 17    | الكويت | وسط    | نواف جازع         |
| 19    | الكويت | مهاجم  | عبدالله شبيب      |
| 20    | الكويت | مهاجم  | عبدالعزيز العازمي |
| 22    | الكويت | حارس   | مشعل زيد          |
| 23    | الكويت | حارس   | وليد الرشيدي      |
| 24    | الكويت | مدافع  | مهنا لافي         |
| 25    | الكويت | حارس   | ضاري الرشيدي      |
| 28    | الكويت | وسط    | علي جابر          |
| 30    | الكويت | وسط    | عبدالله الحداد    |
| 46    | الكويت | مدافع  | حسين الغريب       |

## أبرز اللاعبين

### المحلييفتحي كميل
- ناصر السوحي
- جمال مبارك
- عبد الله وبران
- حمد عبد الصاحب
- ناصر درويش
- جابر السعد
- فهد دابس
- حمد أمان

### المحترفين
- محسن صالح
- فواز يوسف
- تشارلز داغو
- محمد صلاح

## أبرز المدربين
| الأعوام                  | الاسم              | الجنسية                                 |
| ------------------------ | ------------------ | --------------------------------------- |
| 1996 - 1997              | ثيو بوكير          | ألمانيا                                 |
| 1997 - 1998              | لوزيانو            | البرازيل                                |
| 1998                     | فوزي إبراهيم       | الكويت                                  |
| 2000 - 2001              | ألمير              | جمهورية يوغوسلافيا الاشتراكية الاتحادية |
| 2001                     | كريفيتش            | جمهورية يوغوسلافيا الاشتراكية الاتحادية |
| 2001                     | سعد شبيب           | الكويت                                  |
| 2001                     | توني بارناباس      | المجر                                   |
| 2001                     | ماهر الشمري        | الكويت                                  |
| 2002 - 2003              | فوزي إبراهيم       | الكويت                                  |
| 2003                     | سعد شبيب           | الكويت                                  |
| 2003 - 2004              | ميرساد فازلاغيتش   | البوسنة والهرسك                         |
| 2006 - 2007              | صالح العصفور       | الكويت                                  |
| 2007                     | راشد بديح          | الكويت                                  |
| 2007 - 2008              | جواو كارلوس بيريرا | البرتغال                                |
| 2008 - نوفمبر 2008       | راشد بديح          | الكويت                                  |
| نوفمبر 2008 - 2009       | ماهر الشمري        | الكويت                                  |
| 2009 - 2010              | ألكسندر مولدوفان   | رومانيا                                 |
| أبريل 2010 - أكتوبر 2010 | سعد شبيب           | الكويت                                  |
| 2010 - 2011              | أحمد صالح          | مصر                                     |
| 2011 - 2012              | خورخي أنادون       | البرازيل                                |
| 2012 - حتى الآن          | قاسم حمزة          | الكويت                                  |

## اقرأ أيضًا
- مرزوق الغانم
- محمد جاسم الصقر
- يوسف البيدان
- خضير المشعان

## المصدر
- موقع كورة